# تپه کلاو سعدوند سفلی (کد -۶۴H)
تپه کلاو سعدوند سفلی (کد -۶۴H) مربوط به دوران پیش از تاریخ ایران باستان - دوران‌های تاریخی پس از اسلام است و در شهرستان هرسین، روستای سعدوند سفلی واقع شده و این اثر در تاریخ ۲۴ فروردین ۱۳۸۲ با شمارهٔ ثبت ۸۱۶۴ به‌عنوان یکی از آثار ملی ایران به ثبت رسیده است.